# Єва Кібіркштіс
Єва Меланія Кібіркштіс (лит. Ieva Melanija Kibirkštis; нар. 2 квітня 1991, Понт-Клер, Квебек, Канада) — литовська футболістка та тренерка канадського походження, виступала на позиції захисниці.

## Ранні роки
Відвідувала Середню школу де Сурс в Доллард-де-Ормо. Потім у 2008 році вступила до університету Маунт-Сент-Мері, де вивчала психологію. Восени 2012 року переїхала до Фінляндії, щоб вивчати спортивні науки в Університеті Ювяскюля, щоб навчатися за кордоном. Через рік вона вступила до Лейпцизького університету, де вивчала діагностику та хірургію.

## Клубна кар'єра
Розпочала кар'єру 2005 року в «Лакерс дю Лак Сен-Луї», а також грала за жіночу футбольну команду Середню школу де Сурс. Після закінчення навчання в 2008 році вступила до університету Маунт-Сент-Мері на бакалаврат і грала за жіночу футбольну команду «Маунт Сент-Мері Маунтейнірс». У 2009 році центральна захисниця також грала у Метро Дивізіоні 1 за «Долард Ред Старз», а під час семестрової перерви 2010 року — за «Кіркленд Юнайтед». Після закінчення навчання восени 2012 року вона переїхала до Фінляндії, де грала за «Іваскілан Паллокерхо», а 22 серпня 2013 року перейшла до команди Регіоналліги «Південний-Схід» «Айнтрахт» (Лейпциг-Зюд).

## Кар'єра в збірній
Народилася в Канаді, але в ранньому віці вирішила грати за Литву. У 2007 році дебютувала за дівочу збірну Литви (WU-17), а потім у кількох міжнародних матчах (WU-19). У футболці національної збірної Литви дебютувала 8 березня 2011 року в поєдинку проти збірної Люксембургу.

## Кар'єра тренерки
З 2009 року володіє ліцензією CSA Community Coach Children. З 2007 по 2008 рік працювала в юнацькій академії «Вест Айсленд Соккер Скул», а в 2010 році — у жіночій футбольній команді «Ескар Дорвал-Жан XXII». З травня по червень 2011 року працювала в «Середню школу де Сурс» і працювала помічницею тренера жіночої футбольної команди, а також працювала з жовтня 2009 року по травень 2011 року тренеркою «Понт-Клер АСА». У квітні 2011 року стала тренеркою жіночої футбольної команди Фредерік WU-10 з однойменного місту, штат Меріленд. Єва також веде міжсезонні навчальні семінари у футбольній школі Вест-Айленда разом із колишніми професійними футболістами Денні Андерсоном, Джо Ді Буоно, Алексом Ено та Майком Вітулано.